# Meritxell Colell Aparicio
Meritxell Colell Aparicio   (Barcelona, 1983) és una realitzadora de cinema catalana.
Es va llicenciar en comunicació audiovisual per la Universitat Pompeu Fabra de Barcelona. Treballa com a editora i muntadora de llargmetratges. Va estudiar cinema a la Universidad del Cine a Buenos Aires. Des de 2007 ha fet documentals, sobretot per a la Fundació Joan Miró. Forma part del projecte d'educació cinematogràfica Cinema en Curs, projecte en què també participen Carla Simón, Jonás Trueba i Mercedes Álvarez. El 2018 va dirigir el seu primer llargmetratge, Con el viento (2018). Aquesta pel·lícula es presenta en competició a la Berlinale 2018 a la secció Fòrum. Meritxell Colell Aparicio forma part de la nova generació de cineastes espanyols. Ha estat seleccionada per Cinéfondation per presentar la seva pel·lícula a L'Atelier al Festival de Cannes. Con el viento ha rebut la menció especial de la crítica al D'A Film Festival.

## Pel·lícules
- 2018: Face au vent (Con el viento), 108 min, Polar Star Film
- 2014: Arquitecturas en silencio, diàleg entre Antoni Bonet i Le Corbusier, documental
- 2008: Remembering Buenos Aires, documental
- 2006: Manuscrit a la ciutat, documental
- 2005: Barcelona-París-Barcelona, documental